# Marvin Stalder
Marvin Stalder   (Riverside, 9 de desembre de 1905 - Kerrville, 2 de setembre de 1982) fou un remer estatunidenc que va competir durant la dècada de 1920.
El 1928 va prendre part en els Jocs Olímpics d'Amsterdam, on disputà la prova del vuit amb timoner del programa de rem, en què guanyà la medalla d'or. Posteriorment va fer carrera militar a l'Exèrcit dels Estats Units.